# Szemokmedi
Szemokmedi – wieś w Gruzji, w regionie Guria, w gminie Ozurgeti. W 2014 roku liczyła 1322 mieszkańców.